# W87 (核弾頭)

W87核弾頭の推定断面図。大きい球がプライマリー、小さい球がセカンダリー。

W87は、アメリカ合衆国が開発した核弾頭。ローレンス・リバモア国立研究所が開発したものであり、アメリカ空軍の大陸間弾道ミサイル（ICBM）用のものである。

## 概要
新型のICBMであるLGM-118A ピースキーパー用の弾頭として1982年より開発が開始された。ピースキーパーは、最大11基のMIRVを搭載可能で、W87はMk.21再突入体に搭載される。熱核弾頭であり、アメリカ海軍のUGM-133A トライデント II潜水艦発射弾道ミサイル向けのW88核弾頭とも類似した部分がある。サイズは直径21.8インチ、長さ68.9インチ、重量440-600ポンド。核出力は300kt。信管には空中爆発および触発などが用意されている。プライマリーにはプルトニウムを用い、セカンダリーには核融合燃料としてリチウム6同位体を高濃縮した重水素化リチウムのほか、タンパーには高濃縮ウランが用いられている。生産は1986年7月から開始され、1988年12月まで行われた。生産数は525発。
1987年からはミゼットマン単弾頭ICBM用にMod 1の開発が開始された。これは、核出力が475ktに増強されているものであった。Mod 1の開発は1988年に一時中止となり、1992年にミゼットマンと共に完全に開発中止となった。
1994年からは寿命延長の改良が行われている。2005年にLGM-118 ピースキーパーが退役すると、余剰の弾頭はミニットマン III ICBMにW87核弾頭を搭載することとなった。ミニットマン IIIはW62（Mk.12再突入体）やW78（Mk.12A再突入体）などの弾頭を使用しており、弾頭が老朽化していた。W87搭載により器材の更新が行われることとなり、2006年から作業が実施されている。アメリカ軍の核弾頭削減方針と相まって、ミサイル1基につき、W87 1基（Mk.21再突入体）が搭載される。
次期ICBMであるLGM-35 センチネルの弾頭にも、Mk.21再突入体とW87弾頭の改良型が搭載される計画となっている。